# La Luz (Cuba)
La Luz es un pueblo de 733 habitantes en el Consejo Popular Luis Arcos Bergnes del municipio de Camajuaní, en la provincia de Villa Clara, Cuba. 
Sus pueblos vecinos son El Cubano (también conocido como La Flora), Carmita, Vega Alta, San Juan, Guerrero y Canoa. Su altitud media es de 7 metros sobre el nivel del mar.